# 8440 Wigeon
A 8440 Wigeon (ideiglenes jelöléssel 1017 T-3) a Naprendszer kisbolygóövében található aszteroida. Cornelis Johannes van Houten, Ingrid van Houten-Groeneveld és Tom Gehrels fedezte fel 1977. október 17-én.